# Gokusen
Autre
Gokusen (ごくせん) est un manga de Kozueko Morimoto. Il a été prépublié entre 2000 et 2007 dans le magazine You et a été compilé en un total de quinze tomes par l'éditeur Shūeisha. La version française fut publiée par Kazé de septembre 2014 à septembre 2015.
Le manga a été adapté en de nombreux drama à partir de 2003, puis en anime en 2004 sur Nippon TV.

## Synopsis
Kumiko Yamaguchi, héritière d'un clan de yakuzas poursuit son rêve d'être enseignante au lycée. L'école pour garçons où Yamaguchi-sensei enseigne n'a pas bonne réputation. De plus, « Yankumi », de son surnom, se voit assigner la classe des délinquants, la 3-D. Vaillamment, elle enseigne sa spécialité, les mathématiques, mais s'implique vite à plusieurs autres niveaux. Elle va vite découvrir que derrière leur apparence de délinquants, les élèves de la 3-D cachent des personnalités complexes et des histoires personnelles souvent émouvantes. Yankumi, dévouée entièrement à son idéal d'enseignant, sera toujours là pour les sortir d'un mauvais pas (en utilisant parfois ses compétences d'héritière du clan !) et surtout pour leur faire confiance.

## Manga
Le manga comporte un total de quinze volumes. La version française fut publiée par Kazé de septembre 2014 à septembre 2015.

### Liste des chapitres
| no | Japonais          | Japonais      | Français          | Français          |
| no | Date de sortie    | ISBN          | Date de sortie    | ISBN              |
| --- | ----------------- | ------------- | ----------------- | ----------------- |
| 1 | 23 août 2000      | 4-08-862503-X | 17 septembre 2014 | 978-2-82031-814-5 |
| Couverture : Kumiko YamaguchiListe des chapitres : - Une jeune prof qui en veut ! - Gokumi, Enkumi, Yankumi ? - Kumiko contre les Terminale - Les sales gosses se rebiffent - L'heure de la confrontation a sonné ! - Le troisième du nom en danger ! - La balle de l'assassin - Wakamatsu raconte - L'esprit chevaleresque de Ryûichirô - La fête du lycée Shirokin |                   |               |                   |                   |
| 2 | 22 mars 2001      | 4-08-862529-3 | 17 septembre 2014 | 978-2-82031-815-2 |
| Couverture : Shin SawadaListe des chapitres : - Un club d'hôtes sexy ?! - Kumiko voit rouge - Rencontre avec Sayuri - La maman de Kuma ?! - Pour la première fois depuis l'ouverture de l'académie... - Souvenirs, souvenirs... Tetsu, 15 ans, Minoru, 14 ans - Pourquoi Kumiko est devenue enseignante - Alerte au pickpocket - L'appât |                   |               |                   |                   |
| 3 | 17 août 2001      | 4-08-862535-8 | 15 octobre 2014   | 978-2-82031-816-9 |
| Couverture : Kyôtarô ÔshimaListe des chapitres : - Le retour du chevaleresque Ôshima, le premier lieutenant de légende ! - Épisode spécial : Shin et Kuma, les débuts d'une grande histoire d'amour ! ♥ - Comment Kumiko s'entraîna à la baston - Le Kuroda Comedy Club ?! - Le proviseur sait tout ! - Mingen Heiner ? C'est quoi, ça ?! - Le passé de Mademoiselle Fujiyama - La grande crise d'Ichikawa - Bien le bonjour, Monsieur Tenkai ! ♥ - L'appât, le retour - La cavalerie arrive !    |                   |               |                   |                   |
| 4 | 19 mars 2002      | 4-08-862539-0 | 12 novembre 2014  | 978-2-8203-1870-1 |
| Couverture : Shizuka FujiyamaListe des chapitres : - "Il" est revenu ! - Utchy en danger ! - Une lutte sans merci s'engage ! Tous les coups sont permis ! - L'heure du duel a sonné ! - Une demande en mariage pour Kumiko ! - Rien ne vaut un mariage arrangé ! Adieu, mon bien-aimé... - Un accord indirect ?! - Fréquentations nocturnes... - Une invitation du premier lieutenant ?! - Toshiko et Alice ♥                                                                                     |                   |               |                   |                   |
| 5 | 19 juillet 2002   | 4-08-862542-0 | 3 décembre 2014   | 978-2-82031-895-4 |
| Couverture : Uchiyama, Minami, Noda, KumaListe des chapitres : - L'académie Shirokin va fermer ?! - Un seul objectif : devenir n°1 du Japon ! - Un entraînement aussi spécial que secret, par Carlos Shô ! - Duels au sommet : des combats de boxe acharnés - La légende invincible renaît de ses cendres ! - Tetsu se fait coffrer - Le passé de Maître Shinohara - Quel est votre rêve perdu ? - Shin s'en va ?!                                                                                |                   |               |                   |                   |
| 6 | 19 mars 2003      | 4-08-862548-X | 7 janvier 2015    | 978-2-8203-2692-8 |
| Couverture : Ryûichirô KurodaListe des chapitres : - Yankumi, à l'aide ! - Extraction du prisonnier !! - Les griffes d'un père... - Épisode spécial : le premier exploit de mam'zelle ! ♥ - Un nouvel élève bien mystérieux !! - Inuzuka contre la 1re 4 - Kumiko en territoire hostile ! - Au cœur de l'été : même les gokudô tombent amoureux ! ♥ - Minoru à la porte ?! - Le grand frère de Shin - Grand départ pour l'excursion scolaire !!                                                   |                   |               |                   |                   |
| 7 | 18 juillet 2003   | 4-08-862552-8 | 4 février 2015    | 978-2-8203-2706-2 |
| Couverture : Tetsu Asakura, Minoru TatsukawaListe des chapitres : - La grande évasion des Shirokin boys ! ♥ - À la recherche d'Utchy ! - À la recherche d'Utchy, encore et toujours ! - Du rififi chez les Tanikibara ! - Kumiko a été enlevée ?! - Kawanishi le chien fou contre le jeune général Lion Rouge - La fin du chef du clan Nekomata - Shin en danger ! L'influence diabolique d'une lycéenne monstrueuse ! - Une déclaration d'amour sans fioritures ! ♥ - L'assassin du président !! |                   |               |                   |                   |
| 8 | 18 décembre 2003  | 4-08-862554-4 | 18 mars 2015      | 978-2-8203-1993-7 |
| Couverture : Maître ShinoharaListe des chapitres : - Rendez-vous nocturne... ♥ - Changement de cap pour M. Miura !! - Kôsuke, chef du clan Wada - Qui est son vrai père ?! - Tueur à gages ! - La vérité... - Protégeons notre bonnet F ! ♥ - Le retour de la revanche du cosplay !! - Équipe de sauvetage du bonnet F, nichons mission impossible !! - Un festival d'automne de folie !! - Mission sacrée : chopez la boule                                                                      |                   |               |                   |                   |
| 9 | 18 juin 2004      | 4-08-862557-9 | 1er avril 2015    | 978-2-8203-1994-4 |
| Couverture : Fuji KurodaListe des chapitres : - La conspiration du professeur Miura - La valeur de l'homme, c'est .... - Une fusion pour Shirokin ?! - Welcome, ladies !! ♥ - La lutte pour la collégienne hyper canon : début des hostilités à Shirokin !! - L'attaque des Kurojûji !! - Adieu, oncle Tenkai... - Une prof en otage ? - Gokuchien - Épisode spécial - Gokuchien - L'île du démon : le meurtre de M. Kaneko                                                                       |                   |               |                   |                   |
| 10 | 16 décembre 2004  | 4-08-862560-9 | 13 mai 2015       | 978-2-82032-011-7 |
| Couverture : Kumiko YamaguchiListe des chapitres : - Comprends-moi, mon petit Shin... - Kuroda VS Kurojûji - Mon preux chevalier ♥ - Asagééé, Furaigééé ♪ - La bouleversante rencontre du preux chevalier !! - Wakamatsu et Yasue - La rentrée de Richard ♥ - Infiltration à Aotama !! - Derrière le masque de l'élite ! - Gokuchien - Le concours du meilleur partenaire, 3e édition !! - Gokuchien - Fuji VS Shin, "l'ABC de l'amour"                                                           |                   |               |                   |                   |
| 11 | 19 mai 2005       | 4-08-862564-1 | 3 juin 2015       | 978-2-82032-012-4 |
| Couverture : Shin SawadaListe des chapitres : - Pousse, Fuji ! - Shin a été kidnappé ?! - Collection "Femme de yakuza" automne-hiver, malgré la chaleur... - Défilé de précepteurs ♥ - Victoire merdique - Tsuru paie toujours ses dettes - Étalon ?! - La lettre d'amour dans le casier à chaussures ♥ - Un Noël en prison - Oh, nooon ! Toi aussi ?!! - Gokuchien - C'est parti pour la soirée rencontres !                                                                                     |                   |               |                   |                   |
| 12 | 16 septembre 2005 | 4-08-862569-2 | 1er juillet 2015  | 978-2-82032-038-4 |
| Couverture : Kyôtarô ÔshimaListe des chapitres : - Le jour le plus important de l'année - L'ombre d'une fille plane sur maître Shinohara - Rendez-moi maître Shinohara ! - Confrontation avec une amie d'enfance ! - En avant les touristes ! Hokkaidô l'envoûtante ♥ - Une proposition ? - L'assemblée des femmes - Le cœur a ses raisons... Tetsu aussi - Enfoirés ! À l'abordage ! - Gokuchien - L'agence de détectives privés Sawada                                                          |                   |               |                   |                   |
| 13 | 17 mars 2006      | 4-08-862570-6 | 19 août 2015      | 978-2-82032-039-1 |
| Couverture : Shizuka FujiyamaListe des chapitres : - Les ambitions du président, le retour - L'ennemi de mon ennemi... - Le mystérieux catcheur masqué - La dame aux plumes rouges - L'esprit chevaleresque du proviseur-adjoint Sawatari - Le nouvel an des Kuroda ♥ - Hein ?! Kuma va... quoi ?! - Best-of "à la fraîche" - L'étrange cas du templs aux démons - Gokuchien - Les rois du ping-pong !                                                                                            |                   |               |                   |                   |
| 14 | 19 octobre 2006   | 4-08-862572-2 | 2 septembre 2015  | 978-2-82032-178-7 |
| Couverture : Maître ShinoharaListe des chapitres : - La guerre des boulots ! - "Il" est de retour - L'enlèvement - Une enquête nocturne qui a du chien ! - Opération libération - Une cage pour deux - Dragon et baleine - La rééducation de Kudô, l'enfant terrible ! - À la conquête de l'Elysée - Utchy aux abois ?! |                   |               |                   |                   |
| 15 | 19 avril 2007     | 4-08-862573-0 | 23 septembre 2015 | 978-2-82032-179-4 |
| Couverture : Kumiko Yamaguchi, Shin SawadaListe des chapitres : - Sh... Shin se change en hôte ?! - La soirée du feu d'artifice - Quel avenir pour Minami ? - Démasquée ! Dévoilée ! - Merci et adieu - J'aimerais que tu partes avec moi... - La vérité sur la secte du rire céleste - Il faut sauver l'élève Minami ! - Le boss de fin ! - Enseigner, c'est toute sa vie ! - Goodbye, my love - La Terminale 4 quitte le lycée - Déclaration finale - Gokuchien - Le petit frère de Fuji ?!     |                   |               |                   |                   |

## Anime
L'adaptation en anime est sortie en France chez IDP/Taïfu Vidéo à partir d'avril 2007, et diffusée sous licence aux États-Unis par Media Blasters[réf. nécessaire].
| - Année : 2004 - Réalisation : Masami Sato - Character design : Yoshinori Kanemori - Musique : Tomoki Hasegawa - Animation : Madhouse - Auteur original : Kozueko Morimoto - Nombre d'épisodes : 13 | - Risa Hayamizu : Kumiko Yamaguchi - Rica Matsumoto : Fujiyama-sensei - Norio Wakamoto : Keitaro Ojima - Matsumoto Jun : Shin Sawada - Katsuyuki Konishi : Shinohara |

### Épisodes
| No | Titre français                                 | Titre japonais                 | Titre japonais                          | Date de 1re diffusion |
| No | Titre français                                 | Kanji                          | Rōmaji                                  | Date de 1re diffusion |
| -- | ---------------------------------------------- | ------------------------------ | --------------------------------------- | --------------------- |
| 1  | Une nouvelle prof on ne peut plus qualifiée !! | わけあり新米教師誕生！！       | Wakeari Shinmai Kyōshi Tanjō!!          | 6 janvier 2004        |
| 2  | Le défi !! Shin VS Ojô ?                       | 対決！！慎VSお嬢               | Taiketsu ! ! Shin VS Ojou ?             | 13 janvier 2004       |
| 3  | Une grande première pour Kuma ?                | クマの初体験？                 | Kuma no Hatsu Taiken ?                  | 20 janvier 2004       |
| 4  | Ojô en blonde ! Qui est le vrai coupable ?     | お嬢が金髪！真犯人は誰？       | Ojou ga Kinpatsu ! Shinhannin wa Dare ? | 27 janvier 2004       |
| 5  | Crise au sein du clan Ôedo !                   | 大江戸組の危機！               | Ooedo Gumi no Kiki !                    | 3 février 2004        |
| 6  | Le fameux jeu d'acteur de Monsieur Kyô ?       | 京さんの迷芝居？               | Kyō-san no Meishibai?                   | 10 février 2004       |
| 7  | "Mingenhînâ" ? Qu'est-ce que c'est que ça ?    | ミンゲンヒ～ナ～って何じゃ！？ | Mingenhiinaa tte Nanja ! ?              | 17 février 2004       |
| 8  | Un voyage de classe mouvementé !!              | ドトーの修学旅行スタート！     | Dotō no Shūgakuryokō Sutāto！           | 24 février 2004       |
| 9  | Une bagarre d'élèves sans codes moraux !       | 仁義無き学院闘争勃発！？       | Jingi naki Gakuintousou Boppatsu!?      | 2 mars 2004           |
| 10 | Menace sur le lycée !                          | ねらわれた学院！               | Nerawareta Gakuin !                     | 9 mars 2004           |
| 11 | Shin arrête l'école !?                         | 慎さんが学校を辞める！？       | Shin-san ga Gakkō wo Yameru ! ?         | 16 mars 2004          |
| 12 | Le lycée de Shirokin va fermer !?              | 白金学院が閉校・・・！？       | Shirokin Gakuin ga Heikou・・・ ! ?     | 23 mars 2004          |
| 13 | Le dernier enseignement de Yankumi !           | ヤンクミ最後の仁義！           | Yankumi Saigo no Jingi!                 | 30 mars 2004          |

## Drama
Trois drama du même titre ont été réalisés en 2002, 2005 et 2008. La première saison comporte 12 épisodes de 45 minutes environ plus un épisode spécial qui dure 90 minutes sorti en 2003, la seconde saison comporte 10 épisodes, et la troisième saison en a 11 plus un épisode spécial qui dure 90 minutes sorti en 2009.